# Richard Oruche
Richard Dean Oruche (Oak Park, 30 agosto 1987) è un ex cestista statunitense con cittadinanza nigeriana.

## Carriera
Con la Nigeria ha disputato i Giochi olimpici di Londra 2012 e i Campionati africani del 2013.